# Carl Menger
Carl Menger (Nowy Sącz, 23 de febrero de 1840 - Viena, 26 de febrero de 1921), doctor en Derecho, fue más conocido como economista de origen austriaco, y considerado como el líder de una revolución teórica y fundador de la Escuela Austríaca de Economía. Contribuyó al desarrollo de la Teoría Marginalista, en la cual rechazó las teorías del valor de costo de producción, como las desarrolladas por economistas clásicos específicamente Adam Smith (1723-1790) y David Ricardo (1772-1823). Entre los seguidores de Menger se encontraban, Eugen von Böhm-Bawerk (1851-1914) y Friedrich von Wieser (1851-1926), los cuales constituyeron la segunda generación de la Escuela Austríaca de Economía, aunque dichos autores no estaban de acuerdo con todas sus posiciones teóricas.
Por otro lado, la teoría subjetiva del valor de Menger, más su teoría de precios bajo una situación de monopolio, lo han llevado a ser considerado como uno de los tres padres de la economía neoclásica junto con William Stanley Jevons y Léon Walras.

## Reseña biográfica
Menger nació en 1840 en Neu-Sandec, Galitzia (ahora Nowy Sacz localizado en Polonia), territorio que pertenecía en aquella época a la monarquía de los Habsburgo, del imperio austrohúngaro , siendo procedente de una familia de funcionarios civiles y de oficiales del ejército austríacos, Menger estudió derecho y economía en las universidades de Viena y Praga, además de obtener un doctorado de la Universidad de Cracovia. 
Después de algunos años como periodista en 1867 orientó sus estudios hacia la economía, debido principalmente a un interés en particular que tenía por las cotizaciones de bolsa, mismo que surgió durante el tiempo que trabajó como colaborador de la Zeitung de Viena. En 1871 publica uno de sus escritos más conocidos la “Grundsätze der Volkswirtschaftslehre” (Principles of Economics) y posiblemente el más importante de todos, ya que puede ser considerado como el fundamento de la Escuela Austriaca de Economía, y a pesar de que se llamó una "primera parte", nunca hubo una segunda; aunque, es importante mencionar que, su hijo Karl editó una segunda edición póstuma del libro de 1871 con considerables adiciones.
En 1876 Menger fue nombrado tutor del hijo del emperador, el príncipe Rodolfo, durante dos años Menger acompañó al príncipe en sus viajes, primero a través de Europa continental y más adelante a través de las islas británicas, gracias a sus servicios en esta capacidad y al asesoramiento dado al gobierno de la monarquía en asuntos monetarios, se le confirió el título de "hofrat" y se hizo miembro de la "Herrenhaus", es decir, la Cámara Alta del Reichsrat, finalmente recibió un nombramiento en la Universidad de Viena donde permaneció hasta su retiro en 1903.
Entre los trabajos académicos de Menger, se encuentra su libro sobre la metodología de la economía y la sociología escrito en 1883; obra muy importante por estar dedicada a refinar y defender las posiciones que tomó y los métodos que utilizó en “Principles of Economics”, cuyo resultado fue la publicación de investigaciones sobre el método de las ciencias sociales con especial referencia a la economía. Lo que comenzó la llamada "Methodenstreit" (Batalla de Métodos) con la Escuela Histórica Alemana de Economía, y con Gustav Schmoller en particular. La crítica de Menger de Schmoller fue seguida por una áspera refutación, de la misma manera Menger trabajó en teorías del capital, el dinero y la reforma monetaria hasta su retiro y posteriormente hasta su muerte en 1921.

## Economía

### Teoría del valor subjetiva

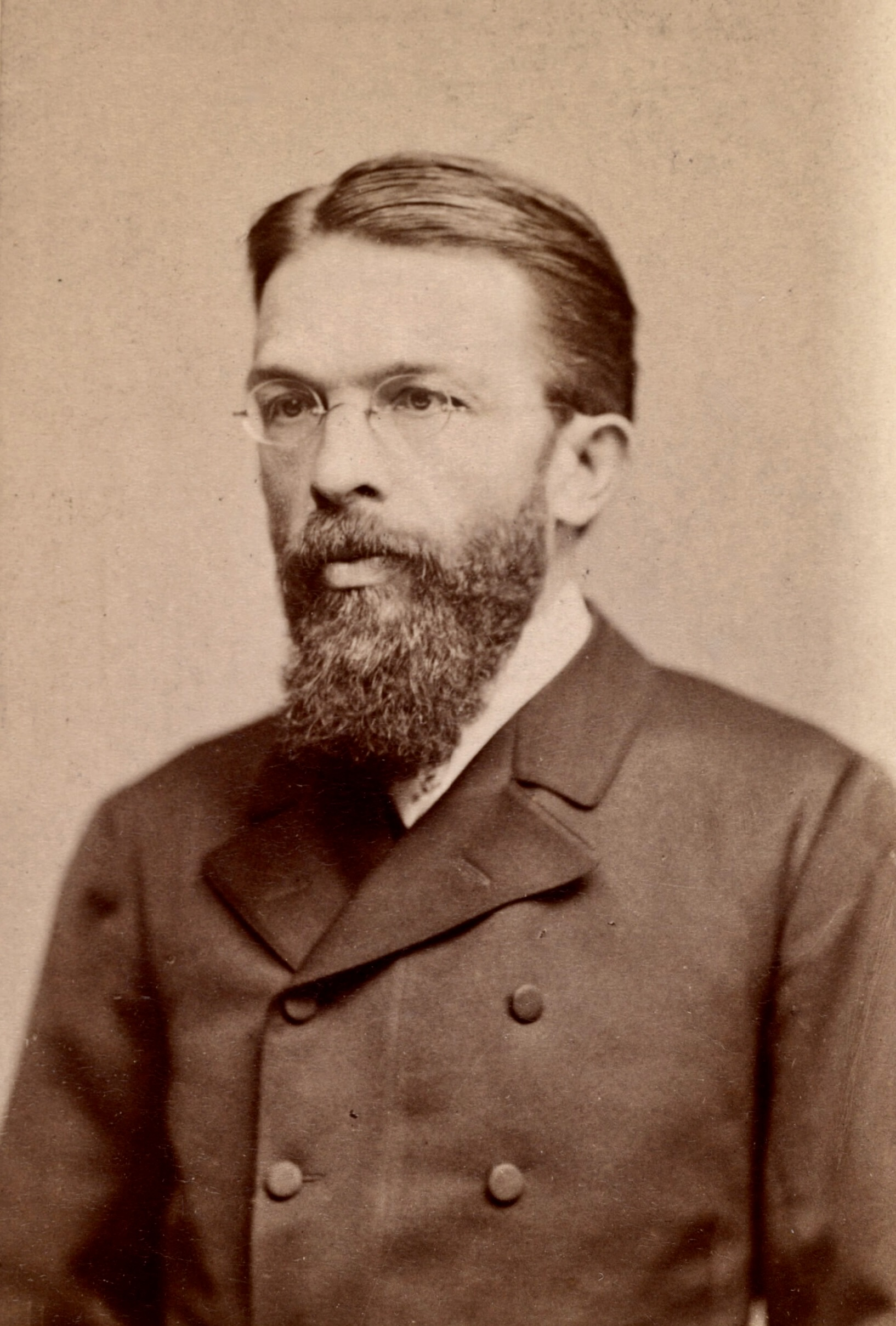
Carl Menger (c. 1902).

Una de las mayores contribuciones a la teoría económica por Carl Menger fue su teoría subjetiva del valor, teoría que desarrolló tras cuestionar críticamente la explicación de los precios a través de los costos de producción que propusieron economistas clásicos, principalmente Smith y Ricardo. Ya que de acuerdo a Menger todo comienza con las necesidades de la persona y del individuo, que constituyen la fuerza motriz básica, junto con las limitaciones a las que se enfrenta el individuo, de las decisiones económicas.
Debido a que Menger argumentaba que el valor o precio de lo que él llama bienes se encuentra determinado directamente por las decisiones de los individuos y especialmente por sus necesidades por esta razón para Menger los bienes poseían valor si eran utilizados para satisfacer las necesidades de los individuos, el mismo hacia una distinción fundamental entre Utilidad y Valor, debido a que para el tanto los bienes económicos como no económicos poseían utilidad, pero, el valor de dichos bienes era determinado por la satisfacción de las necesidades humanas, si un bien era útil para tal o cual cosa, no significa que posea valor alguno para otro, sin embargo, si el bien es utilizado para satisfacer una necesidad fundamental para el individuo, poseía valor.
Menger igualmente, distingue entre bienes de primer orden (bienes de consumo) y bienes de orden superior (bienes con demanda derivada, especialmente bienes de capital), los primeros solamente satisfacen necesidades humanas, mientras que los segundos satisfacen necesidades humanas indirectamente mediante la producción de bienes de primer orden; lo cual crea una cadena de procesos de valoración relacionados con las necesidades subjetivas de los individuos.

### Los bienes económicos
Menger define los bienes económicos como “aquellos de los que existe una necesidad mayor que la oferta disponible" y los bienes no económicos “aquellos, como el aire o el agua, cuya oferta supera las necesidades.” El carácter de un bien, entre económico o no económico, puede cambiar con las fluctuaciones en la oferta o en las necesidades. También define la “base de la propiedad como la protección de la propiedad de los bienes económicos”.
Para Menger el valor de un bien existe cuando una persona se da cuenta de que la satisfacción de una necesidad depende de la capacidad para disponer del bien. Tanto los bienes económicos y no económicos tienen utilidad, ya que la utilidad es la capacidad de algo para satisfacer necesidades humanas pero el valor de uso solo es exclusivo de los bienes económicos porque presupone escasez.

### Principio de Equimarginalidad
Menger destaca que los individuos tienen diferentes grados de importancia en sus satisfacciones y por consiguiente dentro de una misma clase bienes, las satisfacciones pueden variar en importancia. Los individuos tratan de satisfacer las necesidades más urgentes antes que las necesidades menos urgentes, pero combinara la satisfacción más completa de las necesidades más apremiantes con la menor satisfacción de las necesidades menos apremiantes.
| I  | II | III | IV | V | VI | VII | VIII | IX | X |
| -- | -- | --- | -- | - | -- | --- | ---- | -- | - |
| 10 | 9  | 8   | 7  | 6 | 5  | 4   | 3    | 2  | 1 |
| 9  | 8  | 7   | 6  | 5 | 4  | 3   | 2    | 1  | 0 |
| 8  | 7  | 6   | 5  | 4 | 3  | 2   | 1    | 0  |   |
| 7  | 6  | 5   | 4  | 3 | 2  | 1   | 0    |    |   |
| 6  | 5  | 4   | 3  | 2 | 1  | 0   |      |    |   |
| 5  | 4  | 3   | 2  | 1 | 0  |     |      |    |   |
| 4  | 3  | 2   | 1  | 0 |    |     |      |    |   |
| 3  | 2  | 1   | 0  |   |    |     |      |    |   |
| 2  | 1  | 0   |    |   |    |     |      |    |   |
| 1  | 0  |     |    |   |    |     |      |    |   |
| 0  |    |     |    |   |    |     |      |    |   |

En el cuadro 13.1, los números romanos representan clases de necesidades y están ordenadas de necesidades más urgentes a menos urgentes, la necesidad II es mayor a la necesidad IV. Menger argumentaba que un individuo podía ordenar sus satisfacciones y asignarle un valor numérico. “Una persona que se comporte económicamente procedería de la siguiente manera. SI el individuo posee medios escasos en cantidad de 3 unidades monetaria, el individuo tratará de combinar las satisfacciones obtenidas de las mercancías I y II. Comprando solo dos unidades de la mercancía I y una unidad de la mercancía II, obteniendo una utilidad de 28 unidades de satisfacción. Si dispusiera de 15, el individuo asignaría sus gastos de modo que, en el margen, la satisfacción obtenible de las mercancías I a V fuera exactamente a 6 .”
De modo que Menger estableció el principio de marginalidad como: “dados unos medios escasos, el individuo dispondrá sus diversos consumos de tal modo que las satisfacciones sean iguales en el margen.”

### Imputación de Valores
Otra de las contribuciones importantes de Menger fue su teoría para valorar los bienes de orden superior (recursos productivos). Ya que de acuerdo a este autor el coste de oportunidad se comprende claramente en relación con el valor de los bienes finales para el individuo de comportamiento economizador. Por lo que el valor de un determinado bien para un individuo es igual, a la satisfacción de necesidades a las que tendría que renunciar si no pudiera disponer de dicha cantidad del bien. Pero Menger aplicó asimismo un concepto de coste de oportunidad para la valoración de los bienes de orden superior, explicándolo de la siguiente manera:
“Suponiendo en cada caso que todos los bienes disponibles de orden superior se utilizan del modo más económico, el valor de una cantidad concreta de un bien de orden superior es igual a la diferencia entre la significación de aquellas satisfacciones que podríamos obtener en el caso de que dispusiéramos de la cantidad del bien de orden superior, cuyo valor analizamos, y aquellas otras que podríamos obtener si no pudiéramos disponer de esta cantidad”

## Teoría Monetaria

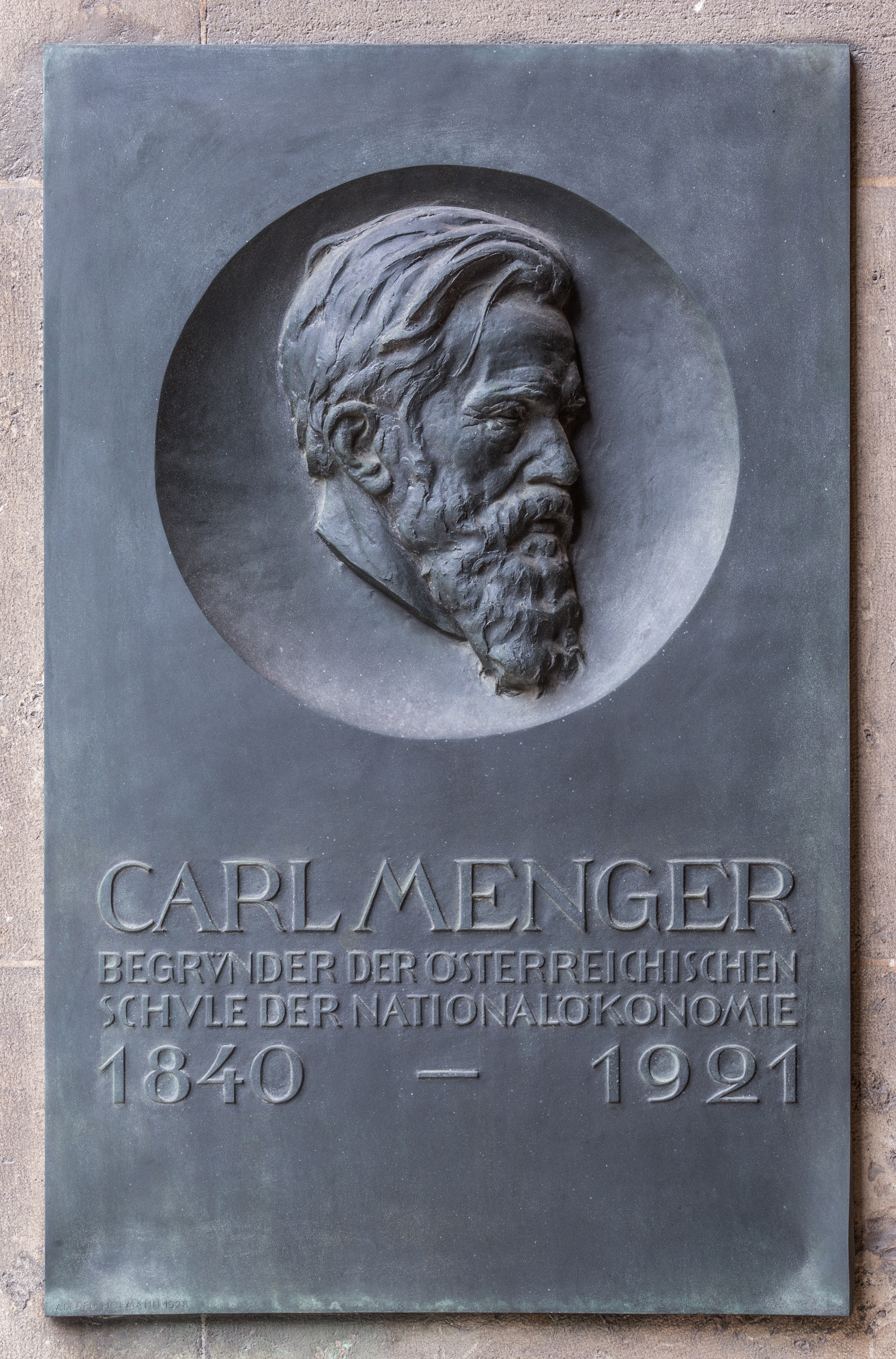
Relieve de Carl Menger en la Universidad de Viena.

Menger propuso una teoría praxeológicamente irrefutable del origen del dinero, en la cual mencionaba que el dinero no era una invención del Estado, ya que, de acuerdo a este autor, el dinero surgió como una medida que pondría un valor numérico en nuestra producción individual para que pudiera ser intercambiada por la producción de otros. Ya que de acuerdo a Menger cuando producimos estamos exigiendo dinero, pero lo que realmente estamos revelando cuando producimos es nuestra demanda de lo que otros tienen.
Principalmente porque para Menger la importancia económica de la moneda, consiste primordialmente en evitar la operación mecánica de dividir el metal precioso en las cantidades requeridas, y además de que su aceptación nos ahorra el examen de su autenticidad, finura y peso. Lo cual libera de la realización de múltiples procesos de legitimación que implican sacrificios económicos, y como consecuencia de esto, se aumenta considerablemente la comercialización naturalmente alta de los metales preciosos.

### Teoría de liquidez de las mercancías
Menger consideraba que en el comercio primitivo el hombre económico tomaba conciencia, aunque en forma muy gradual, de las ventajas económicas que se obtendrían si se explotaran las oportunidades de cambio existentes., Debido a que los objetivos de este hombre estaban dirigidos, primera y principalmente, de acuerdo con la simplicidad de toda cultura primitiva, y a lo que estaba al alcance de la mano.
Para ejemplificar esta idea Menger plantea una situación en donde una mercancía indivisible debe ser intercambiada por una variedad de productos que están posesión de diferentes personas., Y debido a esta situación, el intercambio de los bienes en cuestión, como regla general y por necesidad, no se realizaría debido al incapacidad para repartir dicho bien entre las partes. . Y estas dificultades se habrían convertido en obstáculos insuperables para el progreso del comercio, y al mismo tiempo para la producción de bienes que no requirieran una venta regular, si no se hubiese hallado una solución en la naturaleza misma de las cosas, es decir, los diferentes grados de liquidez (Absatzfähigkeit) de los productos.

## Methodenstreit

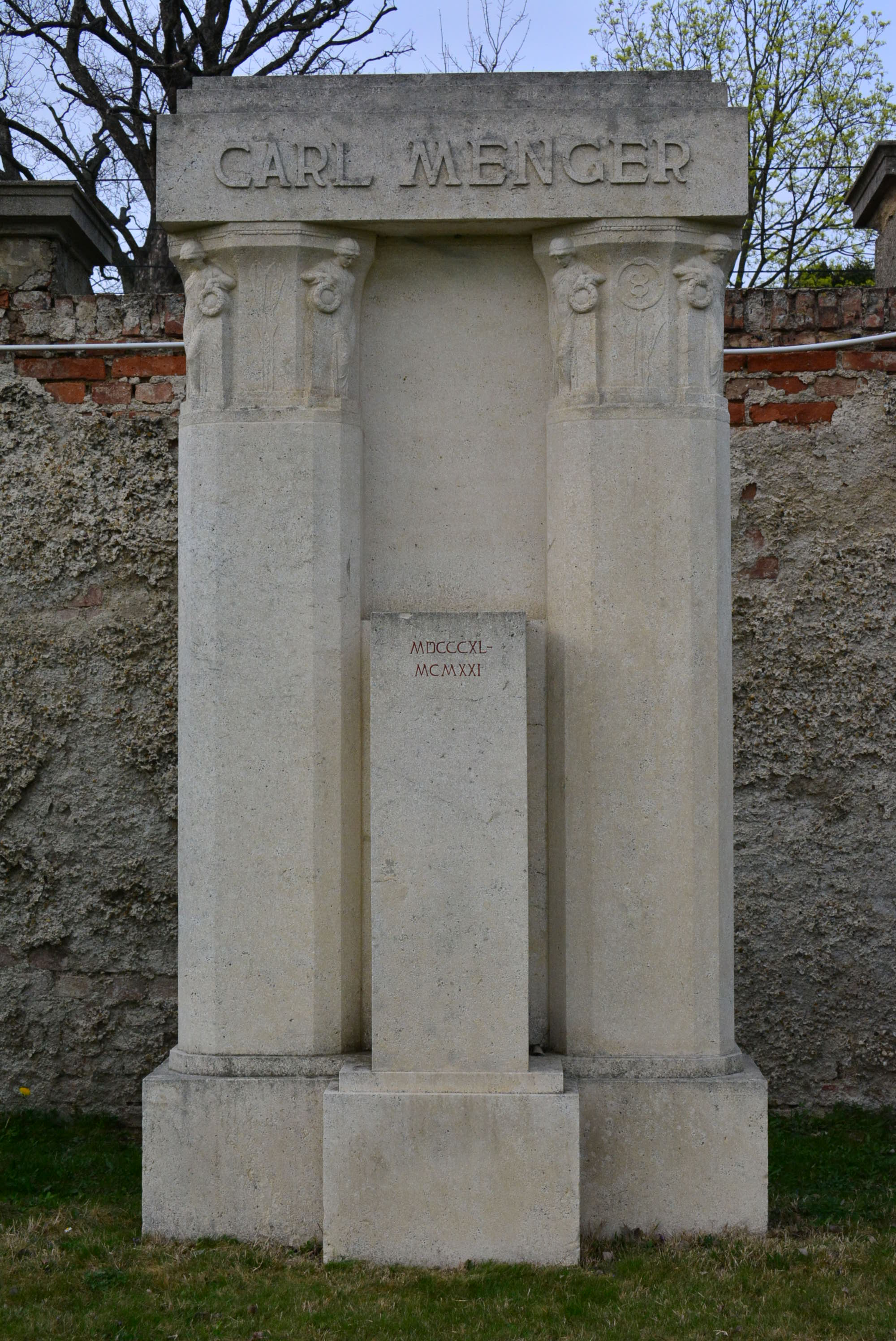
Tumba honorífica de Carl Menger en el Cementerio Central de Viena.

Methodenstreit, Batalla de los Métodos, fue un debate entre Gustav Schmoller, uno de los principales exponentes de la Escuela Histórica Alemana, y Carl Menger, fundador de la Escuela Austriaca de Economía, en la década de 1880. Este debate persistió durante más de una década entre la Escuela Austríaca y la Escuela Histórica Alemana, y que da inicio cuando Carl Menger llama la atención sobre el método de la Escuela historicista alemana en su libro de 1883, “Investigaciones Referentes al Método de las Ciencias Sociales con Referencia Especial a las Ciencias Económicas” (Untersuchungen über die Methode des Sozialwissenschaften), en el cual Menger expresa su defensa del planteamiento austríaco de concentrarse en la naturaleza atomística y subjetiva de la economía, a diferencia de Schmoller el cual defendía el método histórico como el único método relevante para analizar el organismo social.
El nombre de “batalla de los métodos” se debió principalmente a que se trataba de un debate entre ambos exponentes a través de publicaciones y folletos donde explicaban por qué sus métodos eran los más adecuados para el estudio económico, ya que dicha disputa se refería a la cuestión de que si cualquier ciencia (en contraste con la historia pura) sería capaz de explicar la dinámica de la acción humana, también abordó temas políticos, incluyendo los papeles del individuo y del estado. Sin embargo, las preocupaciones metodológicas fueron las más importantes y algunos de los primeros miembros de la escuela austríaca también defendieron una forma de estado de bienestar, como preconizado por la Escuela Histórica.
Finalmente, este debate se convirtió en un debate personal e inútil, debido a que Schmoller y sus seguidores se dedicaron a boicotear a los profesores austríacos en las universidades alemanas y generó un atraso en el desarrollo de teóricos de primera fila en Alemania, sin embargo, finalmente la influencia continua de los Principios de Menger y el trabajo de sus discípulos llegó a superar la crítica historicista, y la controversia terminó con la victoria austríaca.

## Obras
Algunas de las principales obras de Carl Menger fueron:
- Principios de Economía, 1871
- Investigaciones sobre el Método de las Ciencias Sociales y de la Economía Política en particular, 1883
- Errores del Historicismo en la Economía Alemana, 1884
- Sobre la Teoría del Capital, 1888
- El Dinero, 1892

## Artículos
- Ikeda, Y (2008). «Carl Menger’s monetary theory view: A revisionist. European Journal of the History of Economic Thought,». European Journal of the History of Economic Thought: 455-473.
- Neck,R (2014). «On Austrian Economics and the Economics of Carl Menger». International Atlantic Economic Society: 65-67.